# Arrigo Miglio
Arrigo Miglio (San Giorgio Canavese, 18. srpnja 1942.) talijanski je prelat Katoličke Crkve koji je bio nadbiskup Cagliarija od 2012. do 2019. godine.
Papa Franjo ga je 27. kolovoza 2022. proglasio kardinalom-svećenikom crkve San Clemente al Laterano.